# Indice dei prezzi alla produzione dei prodotti industriali
L'indice dei prezzi alla produzione dei prodotti industriali misura le variazioni nel tempo dei prezzi che si formano nel primo stadio di commercializzazione.
L'indice, come calcolato dall'ISTAT secondo le regole europee, si riferisce ai settori industriali appartenenti alle sezioni "C" (estrazione di minerali), "D" (attività manifatturiere) ed "E" (produzione e distribuzione di energia elettrica, gas e acqua) della classificazione ATECO 2002.
Si rilevano i prezzi franco fabbrica o magazzino, al netto dell'IVA, di 1.102 voci di prodotto, rilevati presso un campione di 3.667 imprese, per un totale di circa 12.600 osservazioni per ciascun mese.
Le voci di prodotto vengono aggregate sia risalendo la gerarchia di ATECO (categorie, classi, gruppi, divisioni e sezioni), sia distinguendo tra beni di consumo durevoli, beni di consumo non durevoli, beni strumentali, beni intermedi ed energia.
A ciascun aggregato viene attribuito un peso determinato sulla base del valore delle vendite fatturate sul mercato interno, come rilevato dall'ISTAT nell'indagine sui conti economici delle imprese relativa al 2000.
Vengono calcolate cinque variazioni percentuali degli indici (tra parentesi le variazioni degli indici generali a maggio 2008):
- variazione congiunturale: la variazione rispetto al mese precedente (+1,5%);
- variazione tendenziale: la variazione rispetto allo stesso mese dell'anno precedente (+7,5%);
- variazione sulla media degli indici relativi ai dodici mesi ((giugno 2007 - maggio 2008)/(giugno 2006 - maggio 2007)=+4,6%);
- variazione sulla media degli indici relativi ai mesi trascorsi dall'inizio dell'anno ((gennaio 2008 - maggio 2008)/(gennaio 2007 - maggio 2007)=+6,4%).